# Chaouki Ben Saada
Chaouki Ben Saada (Bastia, Francia, 1 de julio de 1984) es un exfutbolista tunecino que jugaba como centrocampista.

## Clubes
| Club                | País    | Año       |
| ------------------- | ------- | --------- |
| S. C. Bastia        | Francia | 2002-2008 |
| O. G. C. Niza       | Francia | 2008-2011 |
| R. C. Lens          | Francia | 2011-2012 |
| A. C. Arles-Avignon | Francia | 2012-2014 |
| E. S. Troyes A. C.  | Francia | 2014-2019 |
| S. C. Bastia        | Francia | 2019-2022 |